# バンド維新
バンド維新（バンドいしん）は、静岡県浜松市で開催される吹奏楽の市民参加型イベント。主催は財団法人浜松市文化振興財団。2008年より、“吹奏楽の聖地”とも言われる浜松市から世界へ発信する芸術文化事業である。
作曲家が楽曲を提供し、作曲者自ら浜松市内の学校の吹奏楽部の演奏指導を行い、成果として演奏を披露する。演奏会は2017年まで2日間にわたって開催されていた。第2回2009年からは、若手作曲家の育成を目的に公募作品の募集も行われている。アクトシティ浜松を主な会場とするほか、浜松市外では2011年3月には三重県文化会館で、2012年6月には札幌コンサートホールKitaraで出張公演が開催されている。

## 参加した作曲家と作品

### 第1回（2008年）
- 服部克久 - 星への誘い Invitation to the stars （原曲: アニメ「星界の紋章」オープニングテーマ）
- 北爪道夫 - 並びゆく友
- 一柳慧 - Poem Rhythmic
- 木下牧子 - サイバートリップ CYBER TRIP
- 三枝成彰 - 機動戦士ガンダム・逆襲のシャア
- 西村朗 - 秘儀Ⅰ HIGIⅠ
- 小六禮次郎 - アンゼラスの鐘
- 丸山和範 - Cubic Dance

### 第2回（2009年）
- 外山雄三 - 新しい行進曲
- 新実徳英 - Ave Maria
- 前田憲男 - LET'S SWING
- 丹生ナオミ - 青竜舞（せいりょうのまい）
- 渡辺俊幸 - Music for V-Drums and Small Wind Ensemble
- 北爪道夫 - 雲の上の散歩道
- 野平一郎 - 織られた時Ⅲ 〜管楽アンサンブルのための〜
- 片岡俊治（一般公募） - Memento Mori 〜for wind ensemble〜

### 第3回（2010年）
- 北爪道夫 - Fanfare Rhythmic
- 冨田勲 - 交響詩 ジャングル大帝 〜白いライオンの物語〜
- 佐藤允彦 - SIMOOM
- 寺嶋陸也 - ピカソくんのファンファーレとマーチ
- 後藤洋 - ソングズ ウインド・アンサンブルのための
- 原田敬子 - ウィンド・アンサンブルのためのタブロー I.P.H.へのオマージュ II.水のガムラン
- 山下康介 - エピソード ファイブ 〜ウインドアンサンブルのための〜
- 蓬田梓 （一般公募）- “In Shangri-la” for wind ensemble

### 第4回（2011年）
- 服部克久 - Tango Appassionato
- 林光 - 雨の曲（合唱合同）
- 北爪道夫 - はなのなは？（琴合同）
- 千住明 - DRY & WET
- 野見祐二 - GOING! GOING! GOSH!
- 天野正道 - Attempt at managed chance operati
- 平木悟 （作曲家推薦）- Sparkling Notes
- 大竹隆文 （一般公募）- Trasognata

### 第5回（2012年）
浜松市制100周年記念事業として開催。
- 池辺晋一郎 - 樹々は主張する―吹奏楽のために
- 保科洋 - オルランド・ディ・ラッソの主題による変奏曲
- 北爪道夫 - Dancing Shadow
- 西村由紀江 - 微笑みの鐘
- 和田薫 - 吹奏楽のための俗祭
- 栗山和樹 - WildPunch
- 中橋愛生 - ラグランジュ・ポイント―吹奏楽のための
- 本多俊之 - Take It Easy

### 第6回（2013年）
- エリック宮城 - Kokopelli
- たかしまあきひこ - 日本民謡によるラプソディー
- 小六禮次郎 - Beauty
- 加羽沢美濃 - ディアーナの息吹
- 東海林修 - 怪獣のバラード 2013
- 尾高惇忠 - アンリ・シャランの主題による「ファンファーレ・フーガ・コラール」〜吹奏楽のための〜
- 長生淳 - スピラ・スペラ
- 北爪道夫 - Fanfare-dreams

### 第7回（2014年）
- 西村朗 - 秘儀Ⅱ〜7声部の管楽オーケストラと4人の打楽器奏者のための〜
- 北爪道夫 - Winds singing a song
- 高昌帥 - Dances for Wind Orchestra
- 西村友 - シュレーディンガーの猫
- 村田陽一 - 宿望のチカラ
- 挾間美帆 - 堕天使たちの踊り
- 新実徳英 - Ave Maria―virgo serena
- 服部克久 - Mato Grosso 2014

### 第8回（2015年）
- 前田憲男 - 花のワルツ〜組曲「くるみ割り人形」（チャイコフスキー）
- ボブ佐久間 - Selection from“THE EPITOME”for Wind Orchestra
- 久石譲 - Single Track Music 1
- 猿谷紀郎 - Dawn Pink 2
- 三宅一徳 - Dance EGO-lution
- 北爪道夫 - リズムクロス
- 真島俊夫 - 月山 -白き山-
- 中川英二郎 - Field of Clouds

### 第9回（2016年）
- 大坪稔明 - Magical Sky Land
- 湯浅譲二 - 組曲「サーカス・ヴァリエーション」より 1.開幕 2.ブランコ
- 山下康介 - 砂のように 星のように 花火のように
- 天野正道 - 小兎 巻の弐 笙、篳篥、筝、ウインドアンサンブルの為の
- 川島素晴 - Percusswitch
- 本多俊之 - Cretaceous Wind
- 信長貴富 - 奏楽 混声合唱と吹奏楽のために
- 北爪道夫 - Parallel・Ⅰ

### 第10回（2017年）
- 西村朗 - 秘儀IV〈行進〉
- 宮川彬良 - 現代吹奏画報
- 北爪道夫 - 虹のある風景
- 中橋愛生 - 風のファンファーレ ウインド・アンサンブルとフレキシブル・バンドのための祝典音楽
- 松下耕 - Resurrection for Wind Orchestra
- 服部克久 - 希望の世界を目指して
- 真島俊夫 - 月山 -白き山−
- 池辺晋一郎 - 石は主張する− 吹奏楽のために

### 第12回（2021年）
- 守屋純子 ‐ Waltz for Gil Evans
- 篠田大介 - 星の彼方へ
- 森田花央里 - Can You Bea Rock Star ? / Harmony of You and Me
- 斉木由美 - Dialogos-Distance
- 服部克久 - 星への誘い-Invitation to the stars-
- 服部克久 - Tango Appassionato
- 桑野聖 - おかえりゴブリン
- 伊藤康英 - オペラ「ミスター・シンデレラ」によるパラフレーズ
- 北爪道夫 - Concertino for Piano and Wind ensemble ~コンチェルティーノ~

### 第13回（2023年）
- 北爪道夫 - 雲の上の散歩道
- 中橋愛生 - 風のファンファーレ ウィンド・アンサンブルとフレキシブル・バンドのための祝典音楽
- 和田薫 - 吹奏楽のための俗祭
- 本田俊之 - Cretaceous Wind
- 山中千佳子 - 天上の花束
- 佐藤泰将 - バンドのための奇想曲

### 第14回（2024年）
- 中橋愛生 - 秘儀Ⅵ〈ヘキサグラム〉(フレキシブル編成版)
- 沢田完 - 吹奏楽のための「東海道四谷怪談」
- 西村朗 - 秘儀Ⅱ ～7声部の管楽オーケストラと4人の打楽器演奏者のための～
- 北爪道夫 - リズムクロス
- 信長貴富 - 奏楽 混声合唱と吹奏楽のために
- 木下牧子 - サイバートリップ